# L'uomo dei topi

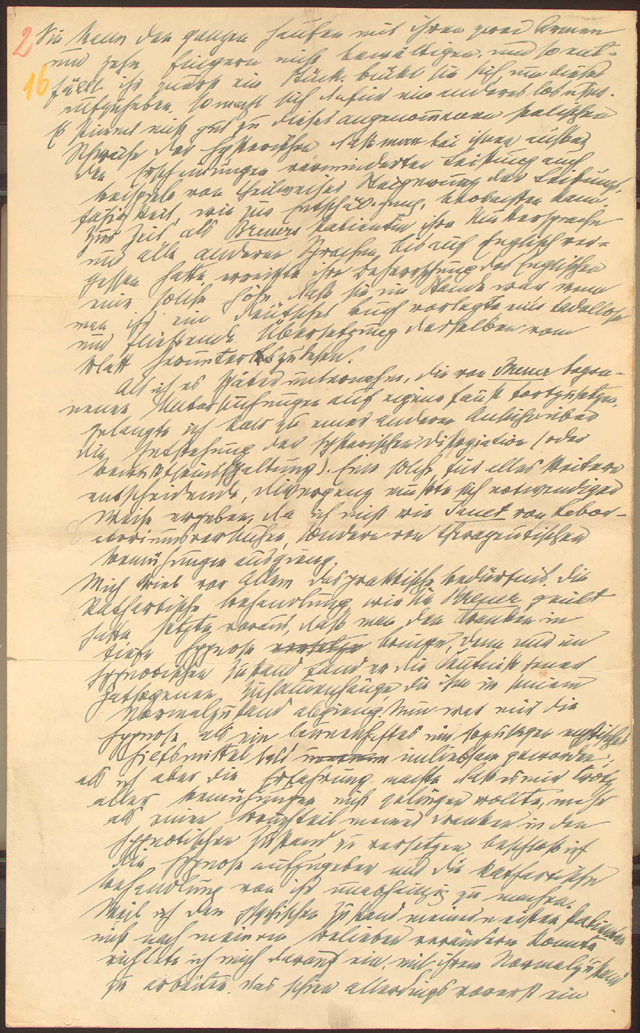
Parte del manoscritto sulluomo dei topi

L'uomo dei topi fu un caso clinico affrontato da Sigmund Freud e pubblicato come Bemerkungen über einen Fall von Zwangsneurose ("Note su un caso di nevrosi ossessiva") (1909).

Il soprannome deriva dal fatto che il paziente aveva sviluppato una serie di fantasie ossessive in cui, nelle parole di Freud, i "topi avevano acquisito una serie di significati simbolici ai quali... continuamente venivano aggiunti di nuovi".
"Uomo dei topi" è uno dei tanti pseudonimi che utilizzava Freud per proteggere l'anonimato dei propri pazienti (come quelli di "Anna O.", "Hans", "Dora", "Uomo dei lupi", ecc.). Nel 1986 la psicoanalista canadese Patrick Mahoney, ha ipotizzato che l'"uomo dei topi" fosse in realtà un brillante avvocato di nome Ernst Lanzer (1878-1914). Molte altre fonti sostengono che il nome dell'uomo fosse Paul Lorenz.

## I disturbi
Il paziente soprannominato "L'uomo dei topi" soffriva di diversi disturbi ossessivi, e in particolare ne aveva sofferto negli ultimi quattro anni prima del trattamento. Aveva paura che potessero accadere delle disgrazie al padre e alla donna amata, e aveva avuto degli impulsi suicidi. Questi disturbi gli avevano portato diversi problemi personali, come una vita sessuale insoddisfacente e inefficienza lavorativa.

## Il trattamento

### La prima seduta
Nella prima seduta con Freud, il paziente raccontò diversi eventi significativi della sua infanzia. Paziente e terapista affrontarono subito l'argomento della sessualità infantile: il paziente raccontò che tra i 5 e i 10 anni le governanti presenti a casa sua gli permettevano di vederle nude e toccare loro i genitali. In questo modo il bambino aveva sviluppato una ossessiva curiosità verso il corpo femminile, assieme al timore assurdo che i genitori potessero scoprire questo desiderio. Allora il bambino aveva tentato di limitarsi, per la paura che in qualche modo i pensieri potessero avere come conseguenza dei danni alle persone a lui care.
Freud, ascoltando il racconto, identificò subito il quadro completo di una nevrosi ossessiva: lo scontro tra il desiderio del corpo femminile e il timore che questo pensiero potesse sviluppare assurde conseguenze negative. Sospettò che le cause potessero essere dovute a traumi infantili dimenticati.

### Il periodo militare
Il paziente nelle sedute successive raccontò due vicende accadute mentre era tenente nell'esercito. Disse innanzitutto che in quel periodo le ossessioni sembravano scomparse. Un giorno però aveva avuto un dialogo con un ufficiale, che gli aveva parlato di una tortura orientale che consisteva nell'attaccare un recipiente pieno di topi all'ano di un prigioniero, in modo da indurre i topi a mutilarlo per cercare una via di fuga. Il paziente disse di aver avuto l'idea che questa tortura potesse essere applicata al padre e alla donna amata. Freud intuì che questa "idea" manifestasse sia il timore che l'inconscio desiderio di questa tortura.
Successivamente il paziente raccontò il secondo avvenimento significativo del periodo. Gli era stato consegnato un pacco da un tenente che gli aveva ordinato di pagare il contrassegno ad un altro tenente, e il paziente aveva giurato a sé stesso di restituire i soldi. Questo però era diventato un pensiero ossessivo, con il conseguente timore che se non l'avesse fatto i suoi cari avrebbero subito la tortura dei topi. La spiegazione di questo evento verrà trovata tra le ultime sedute, e sarà una delle chiavi dell'intero caso.

### Il rapporto con il padre
Diverse sedute furono dedicate all'approfondimento del rapporto con il padre. Freud apprese che il padre del paziente era morto da anni, così spinse il paziente a raccontare qualche aneddoto su di lui.
Il primo evento trattato riguardava proprio il momento della morte. Il padre era malato, ma il paziente pensava fosse in condizioni stabili; così non aveva assistito alla sua morte. Questo gli aveva provocato un grande senso di colpa, che con il passare del tempo aveva assunto un carattere ossessivo.
Nella seduta successiva il paziente raccontò un avvenimento risalente alla sua infanzia. Egli era innamorato di una ragazzina, che però non ricambiava questo affetto. Allora il paziente aveva pensato che se suo padre fosse morto lei sarebbe stata più affettuosa con lui, per consolarlo. Aveva ripudiato subito questo pensiero, e anche nella seduta dimostrò una grande vergogna a raccontarlo.
Il paziente disse che quella non era stata l'unica manifestazione dell'idea. Qualche mese prima della morte del padre, aveva pensato che fosse impossibile sposare l'amata per motivi economici ma che, se il padre fosse morto, con l'eredità avrebbe risolto il problema.
Freud gli spiegò che queste idee derivavano da desideri rimossi, che si erano formati in un periodo in cui il paziente aveva provato un grande disprezzo verso il padre. Freud intuì che l'origine potesse essere trovata nella sessualità infantile; secondo lui il ragazzino vedeva il padre come un ostacolo verso i suoi impulsi sessuali.

### Le possibili cause delle rappresentazioni ossessive
Dopo il racconto di altre esperienze, Freud provò a mettere in corrispondenza alcuni eventi con i sintomi del paziente, in modo da trovare le cause.

#### L'impulso suicida
L'impulso suicida si riferiva a due eventi in particolare. 
Qualche anno prima l'amata era partita per assistere la nonna malata, così il paziente non aveva potuto vederla. Aveva quindi pensato che se la nonna fosse morta, lui avrebbe potuto rivedere l'amata. Per la vergogna dell'idea si era punito, tramutando questo pensiero in un impulso suicida.
La seconda manifestazione l'aveva avuta quando l'amata aveva ospitato un cugino in casa sua. Il paziente si era ingelosito, così aveva pensato che il cugino dovesse morire. Con la stessa logica dell'altro evento, per la vergogna questo pensiero era diventato un impulso suicida.

#### Ossessioni verso la donna amata
Il paziente raccontò un evento riguardante l'amata. Lui stava percorrendo un sentiero che poco dopo avrebbe percorso anche l'amata. Aveva visto una grossa pietra, così per paura che lei potesse inciampare l'aveva spostata dalla strada. Poco dopo aveva cambiato idea, era tornato indietro e l'aveva rimessa al posto di prima.
Freud comprese che, come per il padre, il paziente nutriva un doppio sentimento verso l'amata: da un lato l'amore che l'aveva portato al gesto protettivo, dall'altro l'odio incosciente che gli aveva fatto cambiare idea. Lo stesso paziente ammise di aver avuto diversi pensieri negativi su di lei, in particolare dopo che lei gli aveva rifiutato una proposta di matrimonio.

#### La causa immediata della malattia
In una seduta successiva Freud identificò la causa della malattia attuale, cioè l'evento che aveva scatenato i problemi concreti che il paziente stava soffrendo in età adulta, tra cui l'inefficienza lavorativa.
Il paziente disse che il padre, prima di aver conosciuto la madre, era stato innamorato di una ragazza povera. Nonostante questo aveva sposato la madre, che era di famiglia molto ricca; così si era sistemato economicamente.
Il paziente poco dopo la morte del padre aveva dovuto affrontare una scelta simile. La madre gli aveva proposto di sposare una sua ricca cugina, appena lui avesse terminato gli studi. Come il padre, avrebbe quindi dovuto scegliere tra la donna amata e la ricchezza. Per ritardare questa scelta era entrato in un periodo di inefficienza lavorativa, che l'aveva portato a concludere gli studi in ritardo.

### L'avvio alla soluzione
Dalle varie sedute era emerso il conflitto tra padre e desideri sessuali, e anche tra padre e donna amata. Freud si fece raccontare sinteticamente la vita del padre, apprendendo che:
- era stato sottufficiale nell'esercito
- aveva avuto un carattere molto duro e atteggiamenti militareschi
- era spesso irascibile e violento
- aveva applicato severi castighi ai figli.

Freud intuì che la causa scatenante della nevrosi dovesse essere un evento accaduto nell'infanzia, legato agli istinti sessuali e a una punizione da parte del padre.
Il paziente parlò di una storia che gli aveva raccontato la madre. Quando egli aveva quattro anni, aveva morso una serva e il padre lo aveva punito severamente. Il paziente non ricordava questo evento e disse che la madre non gli aveva parlato di alcun carattere sessuale.

### L'ossessione del debito
Riguardo alla questione del debito da pagare durante il periodo militare, il paziente disse che in realtà il debito andava pagato a un'impiegata della posta, non al tenente. Freud intuì dalle sue parole che lui già sapeva questo prima di ricevere il pacco.  Freud allora cercò di capire perché il paziente si era ostinato a voler ripagare il tenente.
Il paziente raccontò un aneddoto della vita militare del padre. Quest'ultimo, mentre era sottotenente, aveva il vizio per il gioco d'azzardo. Un giorno era entrato in debito, così un collega gli aveva prestato dei soldi per saldarlo. Da quel momento era stato chiamato spielratte, "topo di gioco", soprannome dispregiativo riferito alla dipendenza dal gioco d'azzardo. In seguito aveva provato a rintracciare il collega per restituire i soldi, ma non c'era mai riuscito e gli era rimasto un grande rimorso.
Secondo Freud questa storia aveva influenzato il paziente. Quando il primo tenente gli aveva detto di dovere i soldi all'altro tenente, lui l'aveva interpretato come se fosse un ordine del padre. Il debito verso il secondo tenente era quindi diventato un'ossessione, nonostante il paziente sapesse che il presunto ordine fosse errato.

### I significati dei topi
In conclusione Freud ricercò il motivo dell'ossessione verso la tortura dei topi. 

#### Erotismo anale
Le premesse lo portarono a pensare al carattere sessuale. L'ossessione dei topi era precipitata proprio al termine del periodo militare, momento in cui il paziente era sessualmente frustrato a causa dell'astinenza. La tortura aveva quindi il significato di erotismo anale.
Il topo, portatore di malattie, si ricollegava poi alla paura della sifilide, comune tra i militari. Considerando che è il pene il veicolo della sifilide, il paziente associava il topo al pene.

#### La parola "ratten"
Freud trovò diversi significati secondari attraverso analogie tra la parola "ratten" e altre parole:
- "heiraten", sposarsi; in relazione alla scelta che il paziente aveva dovuto prendere tra l'amata e la ricca cugina della madre.[36]
- "spielratten"; topo di gioco, riferito al racconto del debito del padre.[35]
- "raten", denaro; il paziente spesso usava la parola "topi" al posto di "marchi", come se i topi fossero una valuta.[35]

#### Bambini
Il significato più importante fu quello del topo come bambino. Nell'immaginario comune il topo morde e rosicchia; l'umano allora lo uccide, per punirlo. Il paziente si immedesimava nel topo, perché da bambino era stato disobbediente, sporco e aggressivo. Così il padre lo puniva, come fanno gli umani con i topi.
Il paziente aggiunse che la donna amata era sterile. Questo aveva portato a lui molti dubbi, visto il suo amore verso i bambini.
L'idea della tortura era un desiderio di vendetta nei confronti del padre e dell'amata: il primo per le punizioni inflitte al paziente in età infantile, la seconda per l'impossibilità di dargli dei figli. Secondo Freud il pensiero era riferito alle teorie infantili in cui si immagina che i bambini possano uscire dall'ano e di conseguenza che anche i maschi possano avere figli. Nell'immaginazione quindi il paziente invertiva il verso del parto: i topi entravano invece che uscire, proprio come nella tortura.
Quando Freud ebbe trovato questa soluzione, le sedute terminarono e il paziente guarì definitivamente.

## L'emarginazione
Il paziente si sentiva come un criminale incarcerato, impotente rispetto agli altri. Il suo desiderio di libertà veniva oppresso dagli ordini altrui. Per esempio, prima di consultare Freud aveva chiesto il permesso alla madre, come se fosse stato un bambino. La sua vita era fatta di costrizioni, implicite o esplicite.
Il rapporto con il prossimo era complicato per lui: sentiva sempre di essere sfruttato dagli altri. Freud un giorno gli offrì un pasto e il paziente pensò che lo facesse solo per perdere tempo e guadagnare di più. Un'altra volta fu convinto che Freud fosse cortese con lui al solo scopo di fargli sposare la figlia.
Il paziente si credeva una persona cattiva, che merita di essere emarginata. Aveva saputo che il padre non l'aveva voluto alla nascita, per paura di non riuscire a mantenere la famiglia; non si sentiva degno della terapia di Freud e l'amata continuava a rifiutare il matrimonio.
Spesso chiedeva agli amici cosa pensassero di lui, ma le risposte positive non gli portavano alcuna felicità. Non raccontava mai i suoi pensieri ossessivi agli amici, quindi il loro giudizio era ininfluente.  Egli non aveva descritto a Freud i nomi delle persone delle sue storie né i luoghi precisi. La difficoltà era stata anche nel parlare in pubblico, quando il tenente gli ordinò di pagare il contrassegno alla persona errata, lui non lo corresse, si limitò a seguire l'ordine. Nascondeva sé stesso agli altri, questo rafforzava la sua emarginazione.